# 臼井勝三
臼井 勝三（うすい かつぞう、1913年（大正2年）5月24日 - 2004年（平成16年）5月20日）は、日本の政治家。岩手県大船渡市長（3期）。

## 来歴
岩手県出身。高小卒。卒業後は、郵便局に勤務し、その後、気仙郡広田村役場に入り、書記となる。戦時中の1939年に召集され、4年後に帰還、復職し、収入役、助役となる。戦後は盛岡市役所に転じ、文書、審査の各係長を務めた。1953年に市制施行後の大船渡市に戻り、市役所に勤務。福祉事務所長、産業、総務、財務の各課長を経て、収入役、助役となり、1976年、大船渡市長に当選した。市長は3期務め、3期途中の1986年に病気のため退任した。1987年秋の叙勲で勲四等瑞宝章受章。2004年5月20日死去、90歳。死没日をもって従五位に叙される。